# Ratinho Livre
Ratinho Livre foi um programa de televisão brasileiro exibido pela Rede Record entre 22 de setembro de 1997 e 28 de agosto de 1998 de segunda à sexta, logo após o Jornal da Record. Antes do programa, Ratinho era apresentador do programa policial 190, da CNT, considerado a maior audiência da emissora no Paraná por abordar assuntos como prisões e crimes em Curitiba e outros cantos do estado, além de outros estados.

## História
O programa entrou no ar das 20h até a meia-noite no lugar de programas de baixa audiência. A audiência no horário nobre da Record subiu de 3 para 9 pontos em pouco tempo.
Em apenas 1 mês no ar, chegou ao segundo lugar de audiência, derrotando o SBT (que exibia a novela Fascinação das 21 às 22h), chegando a desafiar a Rede Globo após o final da novela Por Amor.
Por causa dos sucessivos ganhos de audiência, a novela Por Amor, que durava 1h, foi esticada por mais de meia hora: das 20h30 às 22h.
Mesmo assim, foi a primeira vez desde 1990 que a Rede Globo perdia o primeiro lugar, quando foi derrotada pela novela Pantanal e pelos animes japoneses da extinta Rede Manchete.
No início de 1998, o programa voltou a ganhar audiência devido à baixa audiência da novela Torre de Babel, que não agradou parte dos telespectadores que assistiram a novela anterior e acabaram migrando para o programa de Ratinho.
Nesse ano, era o auge da audiência tanto para o programa quanto para a Record, que faturaram com propagandas e patrocínios.
Porém, em agosto de 1998, 2 dias após ter uma única edição de sábado, Ratinho deixou a Record sem pedir demissão. O motivo da saída brusca da emissora seriam as divergências com Edir Macedo, dono do canal, pelo salário recebido (Ratinho recebia R$ 80 mil reais, muito baixo para os padrões da televisão).
Após a saída, uma nota da Record, que foi ao ar durante os fins de bloco e início dos comerciais do Ratinho Livre, com letras brancas e fundo azul, afirmava que Ratinho estava saindo da emissora e que seria processado por quebra de contrato.
O programa começou a ser reprisado e na semana seguinte foi substituído pelo Leão Livre, apresentado por Gilberto Barros, mais conhecido como "Leão", que até então apresentava o programa policial Disque Record no horário de 12h até às 14h.
A saída de Ratinho foi um grande desastre: quando era exibido na Record, chegava aos 35 pontos de audiência. No novo programa, já no SBT, o Programa do Ratinho, caiu para 14 pontos, demonstrando a discordância dos telespectadores com sua saída brusca para outra emissora. A saída de Ratinho seria por uma questão financeira: Silvio Santos ofereceu R$ 1 milhão de reais caso não renovasse com a Record.
Com isso, a Globo demorou praticamente o primeiro semestre inteiro de 1999 (o equivalente a metade toda do ano) para recuperar a audiência das novelas e de outros programas.

## Prêmios e indicações
| Ano  | Prêmio          | Categoria                    | Indicação     | Resultado |
| ---- | --------------- | ---------------------------- | ------------- | --------- |
| 1998 | Troféu Imprensa | Revelação do Ano             | Ratinho       | Venceu    |
| 1998 | Troféu Imprensa | Melhor Programa de Auditório | Ratinho Livre | Venceu    |